# Voleibol nos Jogos Pan-Africanos de 2023
As competições de voleibol nos Jogos Pan-Africanos de 2023 em Acra, em Gana, foram realizados entre os dias 12 e 23 de março de 2024.

## Calendário
| G | Fase de grupos | ¼ | Quartas de final | ½ | Semifinais | F | Finais |

| DataEvento | Março  | Março  | Março  | Março  | Março  | Março  | Março  | Março  | Março  | Março  | Março  | Março  |
| DataEvento | 12 Ter | 13 Qua | 14 Qui | 15 Sex | 16 Sáb | 17 Dom | 18 Seg | 19 Ter | 20 Qua | 21 Qui | 22 Sex | 23 Sáb |
| ---------- | ------ | ------ | ------ | ------ | ------ | ------ | ------ | ------ | ------ | ------ | ------ | ------ |
| Feminino   | G      |        | G      |        | G      |        | G      | G      |        | ¼      | ½      | F      |
| Masculino  |        | G      |        | G      |        | G      |        |        | ¼      |        | ½      | F      |

## Equipes participantes
| Feminino                       | Masculino      |
| ------------------------------ | -------------- |
| Argélia                        | Burquina Fasso |
| República Democrática do Congo | Burundi        |
| Egito                          | Camarões       |
| Gâmbia                         | Chade          |
| Gana                           | Egito          |
| Quênia                         | Gâmbia         |
| Nigéria                        | Gana           |
| Seicheles                      | Quênia         |
| Tunísia                        | Nigéria        |

## Medalhistas
| Evento             | Ouro      | Prata       | Bronze     |
| Feminino detalhes  | EGY Egito | KEN Quênia  | GHA Gana   |
| Masculino detalhes | EGY Egito | TUN Tunísia | KEN Quênia |

## Quadro de medalhas
País-sede destacado.
| Ordem | País        | Medalha de ouro | Medalha de prata | Medalha de bronze | Total |
| ----- | ----------- | --------------- | ---------------- | ----------------- | ----- |
| 1     | EGY Egito   | 2               |                  |                   | 2     |
| 2     | KEN Quênia  |                 | 1                | 1                 | 2     |
| 3     | TUN Tunísia |                 | 1                |                   | 1     |
| 4     | GHA Gana    |                 |                  | 1                 | 1     |